# Maximilian Ponader

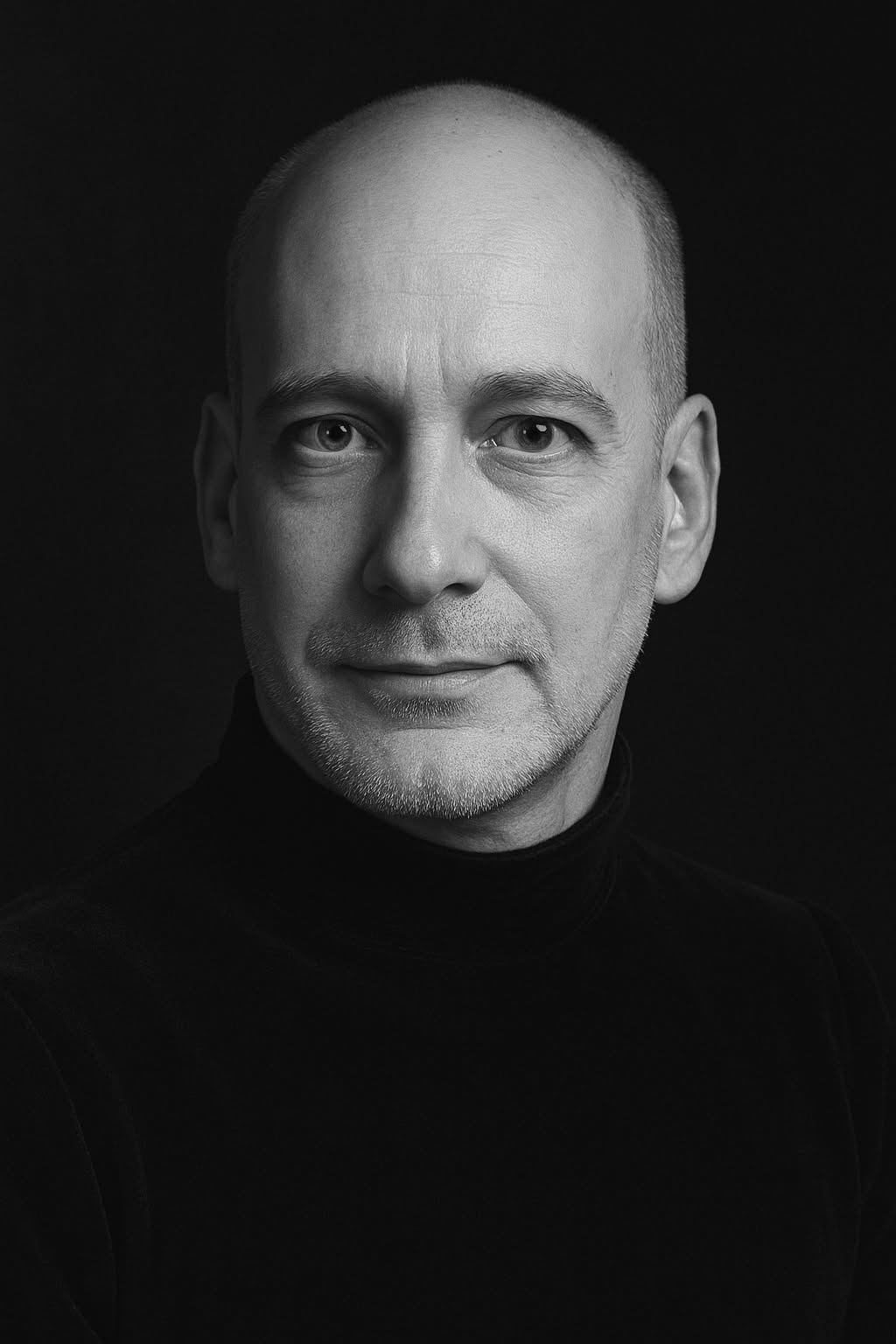
Maximilian Ponader

Maximilian Ponader (* 6. März 1975 in München) ist ein deutscher Musiktheaterregisseur, Bühnenautor und Übersetzer, Komponist, Schauspieler und Festivalleiter sowie Bühnen- und Kostümbildner.

## Leben
Nach dem Abitur am Gymnasium Christian Ernestinum Bayreuth studierte Ponader an der Universität Bayreuth Musiktheaterwissenschaft bei Sieghardt Döring und Susanne Vill sowie Musikwissenschaft und Satzlehre bei Helmut Bieler und Wolfram Graf. An der Hochschule für Musik und Theater Hamburg und der Universität Hamburg, wo unter anderem Götz Friedrich, Peter Konwitschny und Peter Michael Hamel wichtig für ihn waren, machte er sein Diplom als Musiktheaterregisseur.
Als Schauspieler begann Ponader an der Studiobühne Bayreuth, wo die Arbeit von Sénouvo Agbota Zinsou besonders prägend für ihn war.
Seit 2013 inszeniert er regelmäßig Opern für die Schlossfestspiele Wernigerode.
Ponaders Kinderoratorium „Schöpfungsfest“ mit Kompositionen von Joseph Haydn und Marko Zdralek wurde in St. Lorenz beim evangelischen Kirchentag 2023 in Nürnberg uraufgeführt. Ponaders Kompositionen wurden ferner u. a. vom Philharmonischen Kammerorchester Wernigerode und von der Thüringen Philharmonie Gotha gespielt. Für Claire Din vertonte er einige lyrische Texte in Aufnahmen von Mario Adorf.
Mit den Kinderchören der Hochschule für Evangelische Kirchenmusik Bayreuth verband ihn eine langjährige Zusammenarbeit.
Sein künstlerisches Werk umfasst bisher an die 100 Regiearbeiten in verschiedensten Sparten von großer Oper über Musical, Schauspiel, Performance bis Kindermusiktheater. Ponader ist u. a. Schöpfer des musiktheatralen Konzepts „Nysen“. Aus seiner Feder als Bühnenautor stammen um die 20 uraufgeführte Werke, für die er als Komponist auch häufig die musikalische Vertonung besorgt hat. Als spartenübergreifend wirkender Künstler versteht er sich selbst als „Gesamtkunstwerker“.
Er ist der Bruder von Joy Ponader, ebenfalls in der Theaterregie tätig.

## Festivalleitung
Ponader ist seit 2020 Künstlerischer Leiter des Stadtteilkulturfestivals Crossdorf in Hamburg-Osdorf.
Seit April 2024 ist er zusammen mit Marko Zdralek als Nachfolger von Helmut Bieler und Wolfram Graf Leiter des Festivals Zeit für Neue Musik Bayreuth.

## Musiktheaterwerke (Auswahl)
- Nysas Nymphen (Buch, Texte und Kompositionen: M. Ponader), liturgische Popoper auf der Campus-Bühne der Universität Hamburg (2005)[12][13]
- Könixrennerei, Textbuch und Liedtexte für das Singspiel in eigener Vertonung im Forum der Hochschule für Musik und Theater Hamburg mit der Grundschule St. Antonius, Hamburg (2006)[14]
- Gräfinnen von Wilhelmsburg, Kompositionen für die Musiktheaterperformance (Buch und Liedtexte: M. Ponader) für den Kultursommer 2007 der Internationalen Bauausstellung Hamburg für Sopran, Mezzo, Oboe und Englischhorn (2007)[15]
- Dr. Katzenbergers phantastische Reise, Schauspiel mit Musik (Buch: Claus J. Frankl nach Jean Paul, Liedtexte von M. Ponader) für Sopran, Bariton und Bass, singende Schauspieler und Violine, Saxophon und Klavier, Studiobühne Bayreuth (2013)[16]
- Oslevs Dorf, Textbuch und Liedtexte für das Singspiel mit eigener Komposition zur Festwoche der 750-Jahr-Feier des Hamburger Stadtteils Osdorf (2018)[17]
- Die Prinzessin auf der Erbse, Textbuch und Liedtexte für das Singspiel mit eigener Komposition, Theater die Burg, Hamburg (2018)[18]
- Schauspielmusik zu „Decamerone“ von Manfred Schild nach G. Boccaccio für singende Schauspieler und Instrumentalensemble, Deutsche Bühne Ungarn (2020)[19]
- Somnium, Textbuch und Texte der Musiknummern für das Musical mit eigener Komposition, Stadthalle Leonberg, mit dem Johannes Kepler Chorverband (2022)[20][21]

## Bühnentexte (Auswahl)
- Die Grumbach’schen Händel, Textbuch und Liedtexte für das sinfonische Schauspiel mit der Thüringen Philharmonie Gotha in der Margarethenkirche Gotha (2017)[22][23]
- Lazarus, Libretto für das Kammeroratorium von Michael Starke, UA Kloster Speinshart (2017)[24][25]
- Der Goldene Vogel, Textbuch und Liedtexte für das Kindersingspiel von Julian Habryka für den Bayreuther Kinderchor (2018)[26]
- Neue Heimat Oldesloe – vom Carepaket zum Petticoat, Schauspiel mit Musik für „Bad Oldesloe macht Theater“ (2019)[27]
- Das kleine Welttheater, Schauspiel mit Musik, Kooperation von Nysen Hamburg mit dem Festival Junger Künstler Bayreuth (2020)[28]
- Das Original, Wandeltheaterstück über das Bad Oldesloer Original Krischan Thegen (2021)[29]
- Das kleine Welttheater 2.0, Schauspiel mit Musik, Kooperation von Nysen Hamburg mit dem Festival Junger Künstler Bayreuth (2021)[30]
- Das Turmspiel, Libretto für das Kindersingspiel mit Musik von Walter Kiesbauer (2022)[31]
- Das Schöpfungsfest, Libretto für das Kindersingspiel mit Musik von Marko Zdralek (2023)[32]

## Übersetzungen (Auswahl)
- Phi-Phi, mit Jorge Tomasi deutsche Fassung des Texts der Opérette légère von Henri Christiné, Hochschule für Musik und Theater Hamburg (2002)[33][34]
- Die Insel Tulipatan, Neufassung des Textbuches und Übersetzung der Musiknummern der gleichnamigen Operette von Jacques Offenbach, ZENTRUM Bayreuth (2002)[35]

## Inszenierungen (Auswahl)
- Don Giovanni von Wolfgang Amadeus Mozart, Wernigerode (2013)[36]
- Der Freischütz von Carl Maria von Weber, Wernigerode (2016)[37]
- Schlamassel an der Jenseitspforte von Wolfgang Hartmann, Hamburg (2018)[38]
- König Arthur von Henry Purcell, Hamburg (2020)[39]
- Ein Sommernachtstraum von William Shakespeare, Wernigerode (2022)[40]

## Schauspiel und Performance (Auswahl)
- Der Freischütz von Carl Maria von Weber, Wernigerode (2016)[41]
- Der Sturm, Schauspiel von William Shakespeare, Hamburg (2017)[42]
- Der Elefantenmensch, Projektionskunsttheater/Zeichentricknovelle von Klaus Ude, MediaBühne Hamburg (2022)[43]
- Der seltsame Fall des Dr. Jekyll & Mr. Hyde, Projektionskunsttheater/Zeichentricknovelle von Klaus Ude, MediaBühne Hamburg (2022)[44]
- Tranceformation (Kinky Kafka), Party-Happening des XelK-Ensembles, Konzept und Regie Levin Handschuh, Hamburg und Münster (2023–24)[45][46]

## Zusammenarbeiten (Auswahl)
- Uraufführung des Musicals „Sissy, Legende einer Kaiserin“ von Peter Schleicher am Theater Wiener Neustadt (Dramaturgie und Regie)

- CD „Gretel und Hänsel“ – Das Musical (mit Tabea Steltenkamp und Falko Mäbert; Regie und Sprecher, 2021)[47][48]
- Vogelhochzeit (mit Rolf Zuckowski; Regie und Ausstattung, 2024)[49]

## Lehrtätigkeit
An der Hochschule für Evangelische Kirchenmusik Bayreuth ist Ponader seit 2022 Dozent im Fach Auftrittstraining. Er ist ferner ständiger künstlerischer und pädagogischer Mitarbeiter beim Festival junger Künstler Bayreuth.

## Ausschnitte aus Ponaders Produktionen auf Youtube
- Das kleine Welttheater (2021)
- Das Original (2021)
- Trailer zu „Somnium“ (2022)